# 茂林區
茂林區，舊稱「多納」，前身「茂林鄉」，位於臺灣高雄市東南部，為高雄市的山地原住民區。全境面積約194平方公里，是臺灣面積最小的原住民區；人口僅約1千8百多人，為臺灣人口最少的市轄區。境內的茂林國家風景區為其主要觀光景點，區內居民以臺灣原住民族魯凱族為主，茂林祈雨祭為當地原住民的代表性祭典。

## 歷史
茂林原為台灣原住民魯凱族萬山（萬斗籠）社、多納社、瑪雅社的居住地，北臨馬里山布農族，東臨內本鹿布農族，南為拉瓦爾亞族的排灣族部落。茂林區舊名「多納」，即閩南語「屯子」之音譯。日治初期，此地原住民因不堪日本人的統治，因而聯合各社族人起而反抗，雖然殺死多名日警，但山刀及弓箭終究難敵槍砲，在日軍優勢的火力下，各社原住民被迫投降。此次事件被日本稱為「屯子役」，便沿用屯子的原音「多納」為此地地名，在1920年的地方改制中則劃歸高雄州旗山郡管轄。戰後初期沿用原名，設置多納鄉，因1956年曾獲得全省造林比賽優勝，1957年12月1日改為茂林鄉，瑪雅村也同時更名茂林村。
2010年3月4日時，茂林鄉發生規模6.4的2010年高雄地震，是自1900年以來高雄所紀錄過的最大地震。2010年12月25日，高雄市、高雄縣合併改制為新直轄市，改為高雄市茂林區。失去原本作為鄉所具有的地方自治權和地方自治團體地位。2014年12月25日，配合《地方制度法》修正，賦予直轄市山地原住民區地方自治權，茂林區再次改制為具有公法人地位的地方自治團體，成為高雄市轄域內三個區民可選舉區長與區民代表的市轄區之一。依照《地方制度法》，茂林區係直轄市山地原住民區，為具有公法人地位的地方自治團體，與高雄市其他市轄區性質並不相同，享有相當於鄉鎮市的地方自治權，茂林區公所為其自治事項之行政機關，非高雄市政府的派出機關，並設置茂林區民代表會作為其自治事項之立法機關。
區內居民以台灣原住民魯凱族為主，但所轄三里族語互異（多納語Thakongadavane，萬山語'Oponoho，茂林語Teldreka），此魯凱語群的三種族語均指定為茂林區地方通行語。具有豐富的自然生態、觀光資源及獨特的文化特色，政府遂於2001年12月正式成立茂林國家風景區，涵蓋以茂林區為主的六個行政區，成為台灣著名的觀光勝地。

## 地理

### 概況
茂林區位處中央山脈南麓，北臨桃源區，西鄰六龜區、臺灣省屏東縣高樹鄉，東鄰臺灣省臺東縣延平鄉，南接臺灣省屏東縣三地門鄉、霧台鄉，境內海拔從230公尺到2700公尺不等，地勢相當陡峭、險峻，氣候屬典型的亞熱帶及溫帶雨林型氣候，濁口溪蜿蜒流貫區境。

### 人口
根據高雄市政府民政局及內政部戶政司統計，2024年底茂林區戶數630戶，人口計有1,869人，是臺灣人口最少的市轄區，是臺灣本島人口最少的三級行政區，也是中華民國人口排行第四少的鄉鎮市區，下轄三里人口分布情形分別為茂林里計有867人、多納里計有612人、萬山里計有390人。茂林區人口的年齡構成中，0至14歲人口佔比13.11%，15至64歲人口佔比75.44%，65歲以上人口佔比11.45%，是高雄市青壯年人口比例最高的行政區，也是臺灣青壯年人口佔比最高的市轄區。

## 政治

### 歷任首長
| 茂林鄉鄉長 | 茂林鄉鄉長 | 茂林鄉鄉長   |
| 任次       | 姓名       | 備註         |
| ---------- | ---------- | ------------ |
| 官派 1     | 姚水財     | 35年次       |
| 官派 2     | 武天旺     | 37年次       |
| 官派 3     | 姚水財     | 38年次       |
| 1          | 林智生     |              |
| 2          | 林智生     |              |
| 3          | 林智生     |              |
| 4          | 蔣萬順     |              |
| 5          | 范錦春     | 過世         |
| 5          | 王文金     | 補選         |
| 6          | 蔣萬順     |              |
| 7          | 陳勝       |              |
| 8          | 王文金     |              |
| 9          | 蔡文悌     |              |
| 10         | 蔡文悌     |              |
| 11         | 呂一平     |              |
| 12         | 呂一平     |              |
| 13         | 張正信     |              |
| 14         | 詹忠義     |              |
| 15         | 詹忠義     | 因賄選案停職 |
| 15         | 許正忠     | 代理鄉長     |
| 茂林區區長 |            |              |
| 任次       | 姓名       | 備註         |
|            | 徐出世     | 代理區長     |
| 1          | 盧進義     | 官派區長     |
| 2          | 宋能正     | 民選區長     |
| 3          | 宋能正     |              |
| 4          | 駱韋志     | 現任         |

### 區政組織
茂林區公所是茂林區最高層級的地方行政機關，在中華民國政府架構中為直轄市山地原住民區自治的行政機關，同時負責執行市政府及中央機關委辦事項，茂林區的自治監督機關為高雄市政府。区长由全體區民直接選舉產生，任期為四年，可連選連任一次。茂林區公所並置區務會議，為區政最高決策機構，在區長之下，設有3課3室等6個內部單位及3個附屬機關。
茂林區民代表會是茂林區的最高民意機關，代表茂林區全體區民立法和監察區政。區民代表由公民直選選出，任期為四年，可連選連任。茂林區民代表會共有7位區民代表，分別為第一選區4席區民代表、第二選區3席區民代表，主席、副主席由7位區民代表互選產生。

### 行政區劃

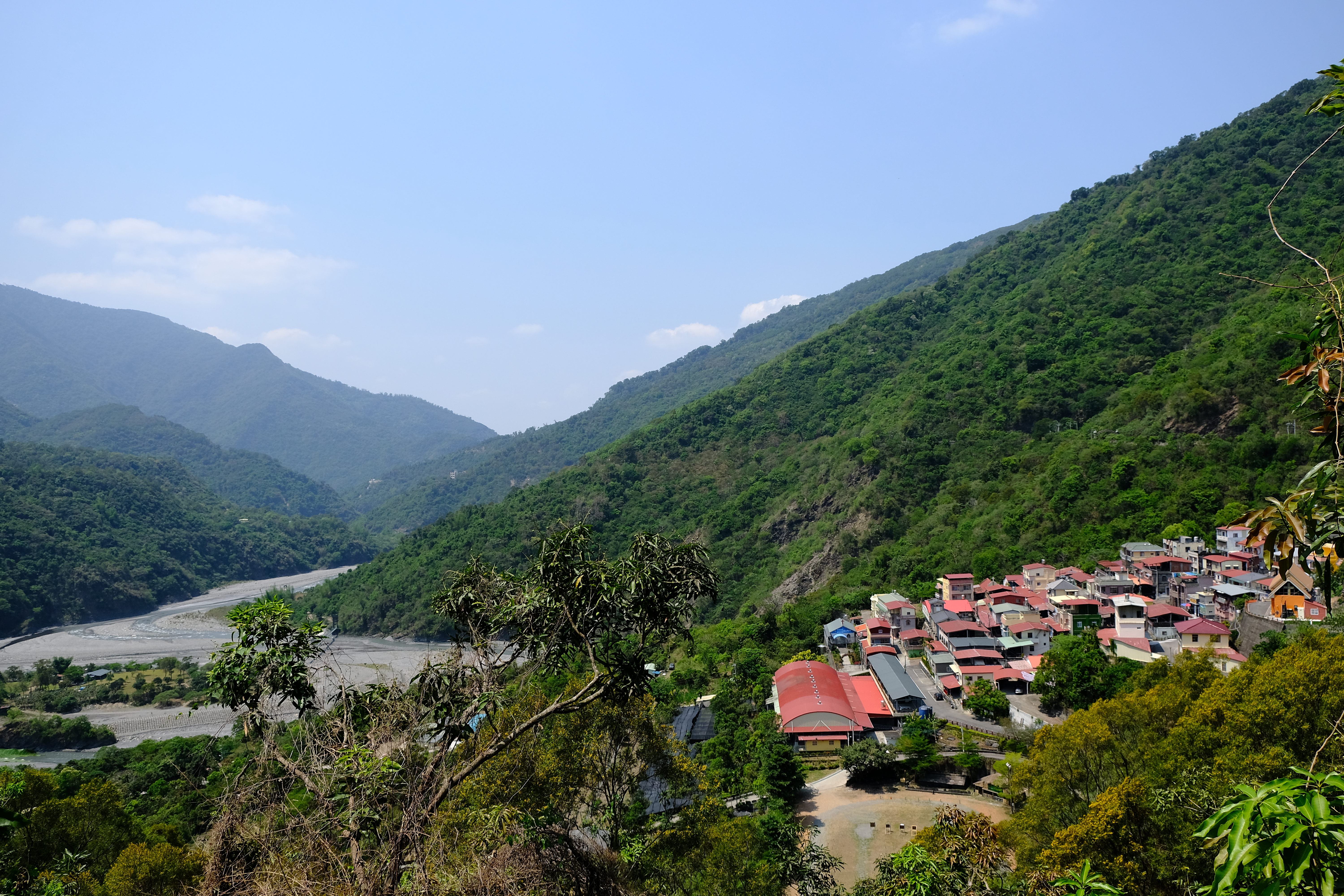
萬山部落

以下列出的「里」屬於行政區劃，因此里內可能有數個部落。括號內皆為魯凱語名稱。
- 茂林里（位於濁口溪下游）：
  - 茂林部落（Terdreka，芒仔）
- 萬山里（位於濁口溪中游）：
  - 萬山部落（Oponoho，萬斗籠）
- 多納里（位於濁口溪上游）：
  - 多納部落（Kongadavange，墩仔）

| 茂林區行政區劃         |
| 多納里 萬 山 里 茂林里 |

## 文化資產與歷史建築
1978年，當時任教於在屏東師範學院的高業榮老師，於高雄市濁口溪上游北岸，發現第一、二座萬山岩雕遺跡，高老師依原住民賦予之地名，命名為「孤巴察峨」與「祖布里里」。1984年再度發現第三處萬山岩雕，被命名為「莎娜奇勒娥」。1989年，內政部將此三處岩雕公告為第三級古蹟「萬山岩雕」。2002年底高老師發現了第四處岩雕，命名為「大軋拉烏」，萬山岩雕群遺址共計有4處14塊岩石。

## 教育

### 國民中學
- 高雄市立茂林國民中學

### 國民小學
- 高雄市茂林區茂林國民小學
- 高雄市茂林區多納國民小學

## 交通

### 公路
- 高132線
- 茂林巷：茂林區行政區域。

### 公車
- H31：旗山轉運站－多納
- 8218B：屏東－大津（經磚仔地、上舊寮，延駛茂林風景區入口）

## 宗教禮拜場所

### 基督宗教
| 宗派                             | 教會（禮拜堂 / 聖堂）                                                                        |
| -------------------------------- | -------------------------------------------------------------------------------------------- |
| 天主教                           | 獻主堂                                                                                       |
| 歸正宗長老會（臺灣基督長老教會） | 茂林教會、萬山教會、嶺拔林教會                                                               |
| 浸禮宗（浸信會）                 | 茂林浸信會                                                                                   |
| 其他                             | 基督復臨安息日會茂林教會「茂林得樂日嘎福音堂」、基督復臨安息日會萬山教會、真耶穌教會茂林教會 |

## 旅遊景點

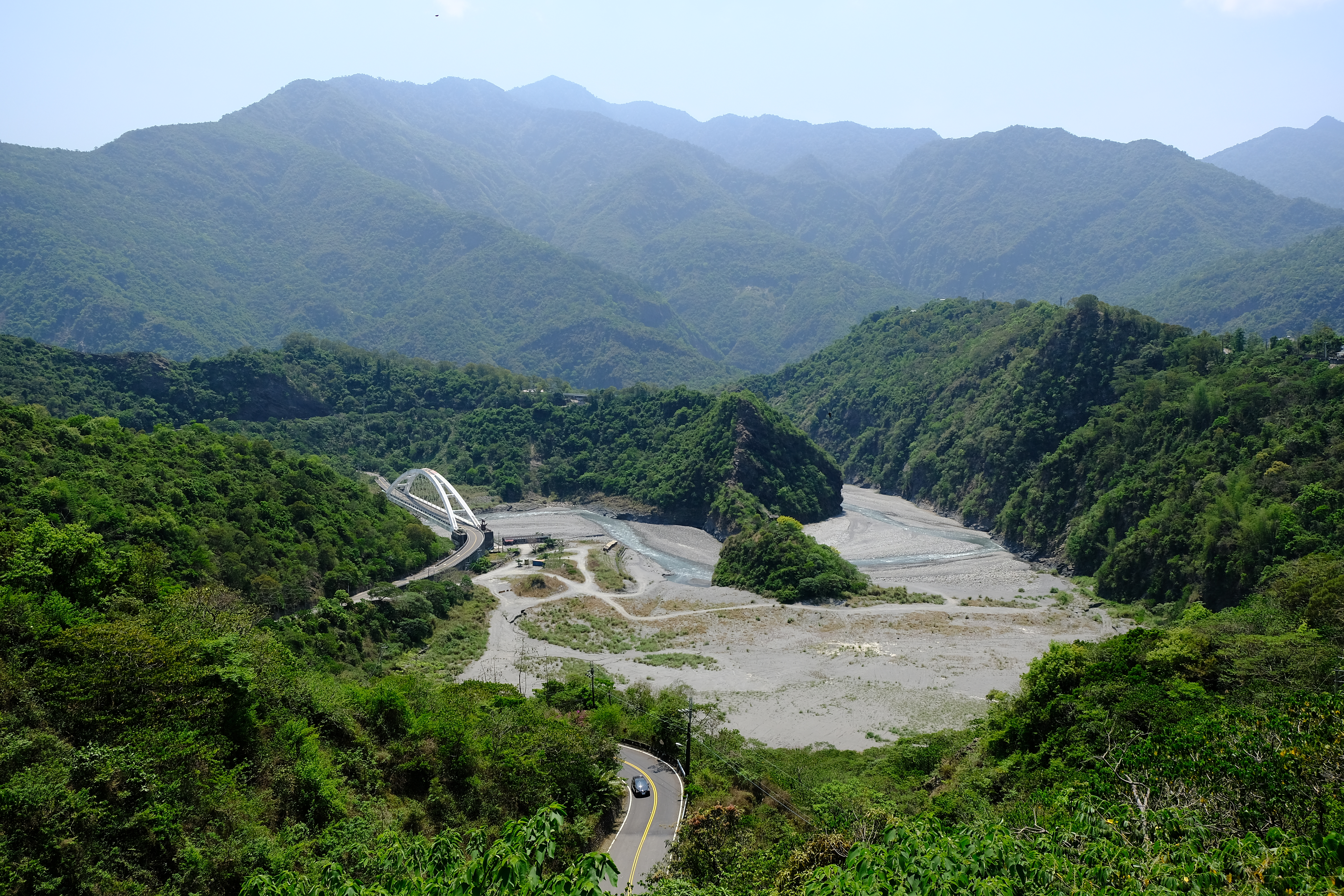
濁口溪環流丘（龍頭山）

| - 得樂日嘎大橋 - 布魯布沙吊橋 - 情人谷吊橋 - 多納谷吊橋 - 勇士呼喊台 - 祭人頭場 - 羅木斯步道 - 射日英雄雕像 - 小長城木棧道 - 交通部觀光署 - 茂林國家風景區 - 農業部林業及自然保育署 - 出雲山自然保留區 - 雙鬼湖野生動物重要棲息環境 - 萬山神池 - 茂林谷 - 情人谷 - 大鬼湖 | - 萬山溫泉 - 多納溫泉 - 多那一線天 - 龍頭山 - 紫蝶幽谷 - 溫泉溪瀑布 - 神池溪瀑布 - 山花奴奴溪瀑布 - 情人谷瀑布 - 萬山岩雕 |

## 特產
- 土肉桂
- 黃藤
- 油桐子
- 萬年松
- 原住民石雕、木雕、刺繡、琉璃珠等
- 龍紋石
- 烤肉石板(多納里)

## 外部連結
- 茂林區公所 （页面存档备份，存于）
- 茂林國家風景區 （页面存档备份，存于）